# Sergey Stepanov
Sergey Igorevich Stepanov (russo:  Серге́й И́горевич Степа́нов; IPA: [sʲɪrˈɡʲej ˈiɡərʲɪvʲɪt͡ɕ sʲtʲɪˈpanəf], em romeno:  Serghei Stepanov; Tiraspol, 3 de setembro de 1984) (comumente conhecido como Epic Sax Guy ou Ultra Sax Guy) é um músico e compositor moldavo da Transnístria e membro do SunStroke Project. Ele é etnicamente russo.

## Biografia
Stepanov se formou em 2005 no Transnistrian State Arts Institute de Tiraspol. Após a formatura, serviu no exército da Transnístria, onde conheceu Anton Ragoza. Mais tarde, eles formaram a banda Sunstroke, agora conhecida como SunStroke Project. Stepanov é apelidado de 'Epic Sax Guy' por muitos na internet.

### SunStroke Project
Como membro do SunStroke Project, Sergey participou do Festival Eurovisão da Canção 2010 em Oslo, onde o SunStroke Project terminou em 22.º, com a música "Run Away". Após o concurso, Stepanov, graças ao seu visual extravagante e estilo de dança, rapidamente se tornou um meme da Internet chamado "Epic Sax Guy" através de um vídeo no YouTube com a performance solo instrumental de Sergey durante a performance do grupo no Eurovisão. Ele rapidamente se tornou viral e gerou uma série de vídeos de remix, incluindo uma versão remixada com dez horas de duração.
Em 2014, a performance de Stepanov em 2010 foi incluída no Livro de Recordes do Eurovisão, uma coleção dos momentos mais memoráveis da história do concurso. Em 2017, o SunStroke Project retornou ao Eurovisão com a música "Hey, Mamma!" e, dessa vez, terminou em terceiro. Muitas publicações notáveis em todo o mundo escreveram sobre o retorno do "Epic Sax Guy", e na Internet surgiram novos vídeos e remixes com a performance de Stepanov, desta vez conhecidos como "Ultra Sax Guy". Ao retornar à Moldávia, o SunStroke Project recebeu a Ordem de Honra pelo Presidente da Moldávia Igor Dodon.

## Vida pessoal
Sergey é casado com Olga Deleu, e eles têm um filho, Mikhail.

## Honras
- Ordem de Honra[10]